# Кавендиш, Уильям, 7-й герцог Девонширский
Уильям Кавендиш, 7-й герцог Девонширский (англ. William Cavendish, 7th Duke of Devonshire; 27 апреля 1808 — 21 декабря 1891) — британский землевладелец, аристократ, благотворитель и политик. Он был известен как лорд Кавендиш из Кейли с 1831 по 1834 год и граф Берлингтон с 1834 по 1858 год.

## Ранняя жизнь
Родился 27 апреля 1808 года. Старший сын достопочтенного Уильяма Кавендиша (1783—1812) и достопочтенной Луизы О’Каллаган (1780—1863). Внук Джорджа Августа Генри Кавендиша (1754—1834), в 1831 году, получившего титул 1-го графа Берлингтона, третьего сына Уильяма Кавендиша, 4-го герцога Девонширского, и леди Шарлотты Бойл, дочери 3-го графа Берлингтона и 4-го графа Корка. Его мать Луиза О’Каллаган была дочерью Корнелиуса О’Каллагана, 1-го барона Лисмора.
Он получил образование в Итонском колледже и Кембриджском университете (Тринити-колледж), где занял второе место в споре и получил премию Смита по математике. Он стал известен под титулом учтивости — лорд Кавендиш из Кейли в 1831 году, когда графство Берлингтон было восстановлено в пользу его деда.

## Карьера

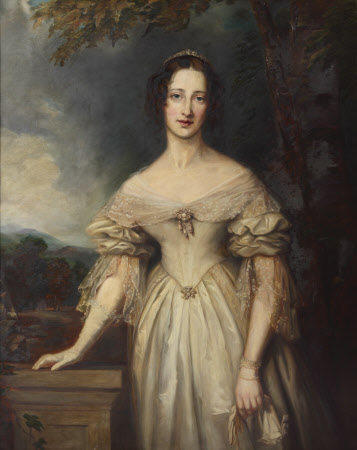
Бланш Джорджиана Кавендиш, графиня Берлингтон (1812—1840), супруга Уильяма Кавендиша, 7-го герцога Девонширского

Уильям Кавендиш был избран в Палату общин в качестве члена парламента от Кембриджского университета в 1829 году, и это место он занимал до июля 1831 года, когда его избрали от Мэлтона. Он заседал от Мэлтоне только до сентября того же года и отсутствовал в Палате общин до 1832 года, когда его избрали от Норт-Дербишира. В 1834 году он унаследовал титул графа Берлингтона и был принят в Палату лордов. В 1858 году он также сменил своего двоюродного брата на посту герцога Девонширского. Он занимал должности лорда-лейтенанта Ланкашира с 1857 по 1858 год и лорд-лейтенантом Дербишира с 1858 по 1891 год.
Герцог Девоншир был канцлером Лондонского университета с 1836 по 1856 год, канцлером Кембриджского университета с 1861 по 1891 год и канцлером Университета Виктории с 1880 по 1891 год. В Кембриджском университете были созданы должность Кавендишского профессора физики и построена Кавендишская лаборатория. Он вложил огромные (и в конечном счете безуспешные) капиталы в тяжелую промышленность в Барроу-ин-Фернессе и перестроил свой загородный дом Холкер-Холл в его нынешнем виде после того, как он был разрушен пожаром в 1871 году. Он был одним из первых основателей Королевского сельскохозяйственного общества в 1839 году и был президентом в 1870 году. 26 июля 1871 года он был назначен попечителем Британского музея.
7-й герцог Девонширский унаследовал значительную часть имущества в Истборне от своего деда и от своей жены Элизабет Комптон из Комптон-Плейс. Он видел развитие Истборна в 19 веке с его парками, банями и площадями и увековечен статуей на вершине Девоншир-Плейс. Герцог также сыграл свою роль в создании Истборн-колледжа, местной независимой школы, продав часть своей земли по скромной цене, чтобы построить школу и поручить уважаемому архитектору Генри Карри спроектировать школьную часовню и Здание колледжа (ныне Школьный дом, интернат).

## Личная жизнь

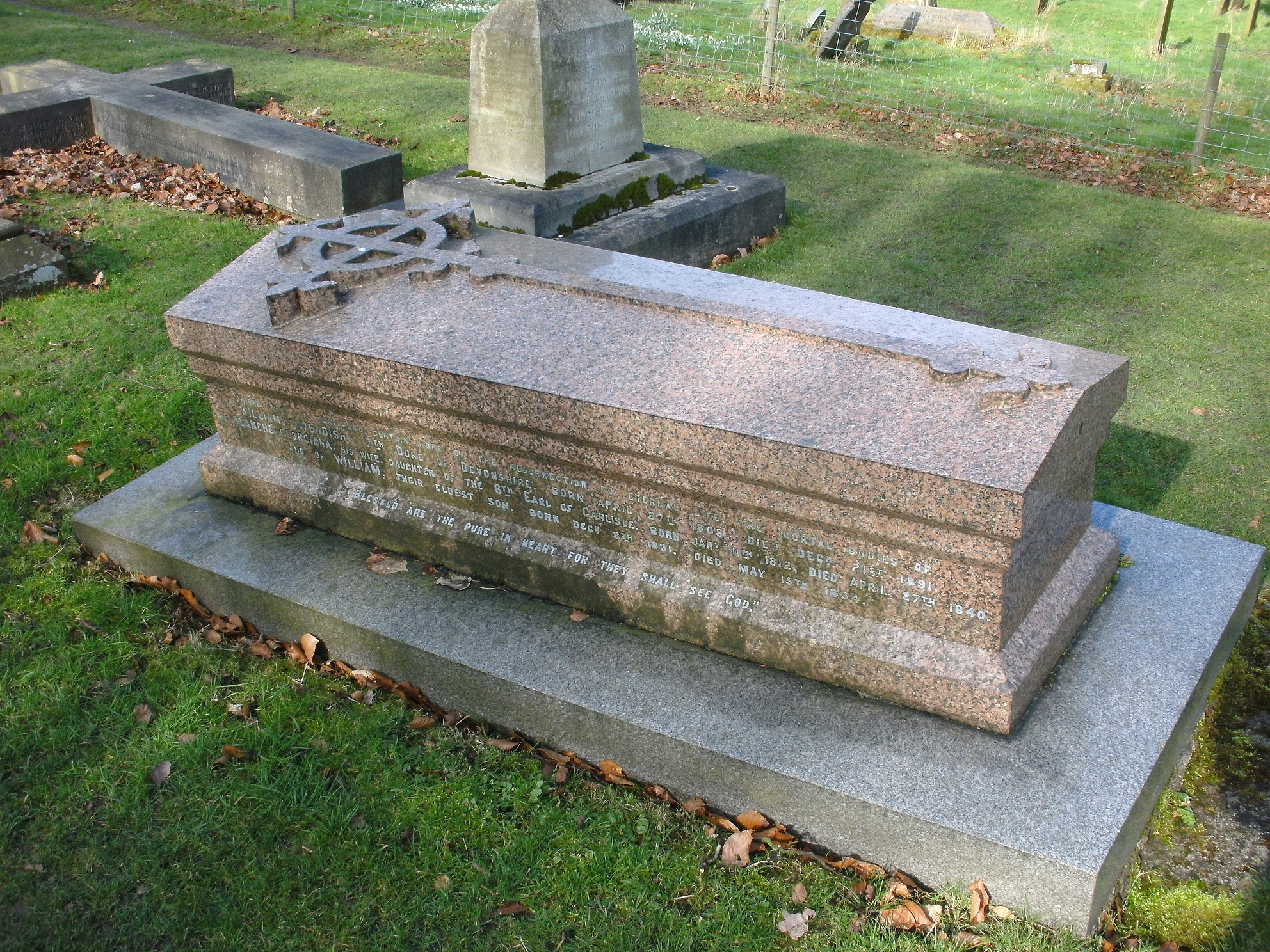
Могила Уильяма Кавендиша, 7-го герцога Девонширского, на кладбище Святого Петра, Эденсор.

6 августа 1829 года Уильям Кавендиш женился на Бланш Джорджиане Говард (11 января 1812 — 27 апреля 1840), дочери Джорджа Говарда, 6-го графа Карлайла (1773—1848), и леди Джорджианы Кавендиш (1783—1858), сестры 6-го герцога Девонширского, известного как «Герцог-холостяк». Бланш была любимой племянницей герцога-холостяка, и его любовь к молодой паре, которая была его наследницей, возможно, способствовала его решению не жениться самому. Он увековечил память Бланш надписью в Расписном зале в Чатсуорте, которая гласит, что он завершил реконструкцию дома в год своей тяжелой утраты, 1840, и Урной Бланш в верхней части Длинной дорожки в саду. Уильям и Бланш стали родителями пятерых детей:
- Уильям Кавендиш, лорд Кавендиш из Кейли (8 октября 1831 — 15 мая 1834), умерший через 6 дней после смерти своего прадеда
- Спенсер Кавендиш, 8-й герцог Девонширский (23 июля 1833 — 24 марта 1908), женившийся на графине Луизе фон Альтен 16 августа 1892 года[6][7].
- Леди Луиза Кэролайн Кавендиш (1835 — 21 сентября 1907), вышедшая замуж за адмирала достопочтенного Фрэнсиса Эгертона 26 сентября 1865 года.
- Лорд Фредерик Чарльз Кавендиш (30 ноября 1836 — 6 мая 1882), женившийся на достопочтенной Люси Литтелтон, 7 июня 1864 года. Лорд Фредерик, главный секретарь по делам Ирландии, был убит в Феникс-парке в Дублине в 1882 году[8].
- Лорд Эдвард Кавендиш (28 января 1838 — 18 мая 1891), член парламента, женился на достопочтенной Эмме Ласселлз 3 августа 1865 года и имел троих сыновей[9].

После долгой болезни 7-й герцог Девонширский скончался в своей резиденции Холкер-Холл близ деревни Картмел в Камбрии, Англия, 21 декабря 1891 года.

## Потомки
Через его дочь, Леди Луизу, он был дедом Уильяма Фрэнсиса Эгертона (1868—1949) [женившегося на леди Элис Осборн (1869—1951), дочери Джорджа Осборна, 9-го герцога Лидса, 7 августа 1894, и имевшего с ней единственного сына — капитана Фрэнсиса Эгертона], коммандера Фредерика Гревилла Эгертона (1869—1899), Бланш Гарриет Эгертон (1871—1943), Дороти Шарлотты Эгертон (1874—1959) и Кристиан Мэри Эгертон (1876—1970).

## Титулатура
- 2-й граф Берлингтон (с 4 мая 1838)
- 2-й барон Кавендиш из Кейли, Йоркшир (с 4 мая 1834)
- 7-й герцог Девонширский (с 18 января 1858)
- 7-й маркиз Хартингтон, Дербишир (с 18 января 1858)
- 10-й граф Девонширский (с 18 января 1858)
- 10-й барон Кавендиш из Хардвика, Дербишир (с 18 января 1858)